# پول کثیف سکسی (ترانه)
«پول کثیف سکسی» (به انگلیسی: Dirty Sexy Money) ترانه‌ای از تولیدکنندهٔ موسیقی فرانسوی دیوید گتا و تولیدکنندهٔ موسیقی هلندی افروجک به‌همراه خوانندهٔ انگلیسی چارلی ایکس‌سی‌ایکس و رپر آمریکایی فرنچ مونتانا می‌باشد که در ۳ نوامبر سال ۲۰۱۷ به‌عنوان یک ترانهٔ انعامی از هفتمین آلبوم استودیویی گتا تحت عنوان ۷ (۲۰۱۸) منتشر گردید.